# Fondation suisse
 (mars 2010).
Si vous disposez d'ouvrages ou d'articles de référence ou si vous connaissez des sites web de qualité traitant du thème abordé ici, merci de compléter l'article en donnant les références utiles à sa vérifiabilité et en les liant à la section « Notes et références ».
La Fondation suisse, également appelé pavillon suisse ou pavillon de la Suisse est un bâtiment situé dans la Cité internationale universitaire de Paris.
Construit entre 1931 et 1933, par Le Corbusier, et Pierre Jeanneret comme résidence étudiante, ce bâtiment a permis à Le Corbusier d’expérimenter ses théories sur l'habitat collectif et de mettre en œuvre sa « machine à habiter ». Sa conception décline les cinq points définis dans le mouvement moderne. Charlotte Perriand est associée à la mise en lace du mobilier intérieur.

## Histoire

### Commande d’un pavillon suisse à la Cité internationale universitaire de Paris
Dès 1924 la Suisse prend la décision de construire un pavillon à la CIUP. De 1925 à 1930, un comité réunit des fonds privés, complétés par l’octroi d’une subvention fédérale, et envisage d’organiser un concours entre architectes suisses. Le concours n’a pas lieu car le professeur Rudolf Fueter, mathématicien à l’université de Zurich, décide en 1930 au nom du conseil des Universités helvétiques de passer commande au cabinet de Le Corbusier. Ce dernier accepte avec la collaboration de son cousin Pierre Jeanneret.
Quatre projets se suivent entre 1930 et 1931, notamment pour des raisons budgétaires. La commande initiale est assez rudimentaire : 42 chambres d’étudiants, 1 réfectoire, 1 hall d’entrée, 2 chambres pour la direction et 1 chambre pour le concierge. Le programme n’est pas d’une grande originalité, Le Corbusier innove cependant par la conception et le mobilier des chambres, éclairées au sud par une paroi de verre du sol au plafond et chacune équipée d’une douche individuelle ainsi que par la combinaison des espaces et leur expression.
À son inauguration en 1933, le Pavillon suisse baptisé Fondation suisse est le seul édifice de la Cité Internationale Universitaire de Paris à afficher une identité moderne, bien à l’écart des édifices folkloriques ou de tradition académique.

### Conception architecturale de la Fondation suisse
Le bâtiment est formé de trois volumes distincts. 
Le premier, correspondant aux chambres, se décline sous forme de barre autonome reposant sur une rangée de pilotis en béton armé et s’élevant sur quatre niveaux. Outre son décollement du sol, l’originalité de ce corps de bâtiment réside dans ses façades. L’une est percée de baies de format carré tandis que l’autre, exposée plein sud, est entièrement vitrée. Enfin, la partie sommitale comprend deux terrasses en partie dissimulées. Le deuxième volume, largement vitré, se déploie au rez-de-chaussée, pour accueillir les espaces de vie, d’accueil et d’administration. Le Salon courbe anime la composition avec son mur convexe accueillant à l’origine une fresque photographique du Corbusier. Le troisième volume fait l’articulation entre les deux précédents et permet la liaison entre le rez-de-chaussée et  les étages en abritant la circulation verticale. L’escalier qui prend naissance dans le hall bénéficie d’un éclairage naturel direct grâce à la façade en pavés de verre Nevada qui le borde.
Si le jeu des volumes est remarquable, la performance de Le Corbusier se trouve également dans l’emploi des matériaux et techniques nouvelles de l’époque répondant aux théories de l’architecture moderne. Le bâtiment est élaboré sur une dalle artificielle permettant l’ancrage des fondations en profondeur dans le sol. La structure inférieure est formée de pilotis massifs en béton armé brut de décoffrage. Le rez-de-chaussée est constitué de murs-rideaux et d’une façade en pierre de meule côté salon courbe. Les étages, quant à eux, sont construits avec une ossature métallique cachée dans une enveloppe de briques et de dalles en pierre reconstituée. Les murs-rideaux et le procédé de préfabrication industrielle des étages confèrent une grande modernité à l’édifice. Les « cinq points de l’architecture moderne » sont ici déclinés : plan libre, façade libre, pilotis, murs-rideaux et toit terrasse. 
L’aménagement intérieur réalisé avec grand soin comprend du mobilier standardisé conçu par Charlotte Perriand pour s’intégrer de façon optimale aux différents espaces et pour répondre au mieux aux besoins des étudiants. Par ailleurs, une recherche chromatique permet de mettre en valeur certains espaces et confère une esthétique Corbuséenne au bâtiment. 

### Modifications supervisées par Charlotte Perriand
Conscient de la place de cette réalisation dans l’histoire de l’architecture moderne, Le Corbusier s’est intéressé toute sa vie à la Fondation suisse, supervisant les modifications et enrichissant la maison de plusieurs œuvres plastiques de grand intérêt. En 1948, il remplace le mural photographique du Salon courbe détruit pendant la guerre par une peinture murale qu’il appela plus tard « la peinture du silence ». En 1953, la façade sud est refaite en entier, elle est pourvue de stores et d’un double vitrage et la partie inférieure de la paroi en verre est recouverte de panneaux en matière isolante afin de limiter un ensoleillement excessif. La même année les douches sont améliorées, un revêtement en carreaux de faïence est collé sur les murs en bois. En 1957, trois banquettes décorées de plaques en émail peintes par Le Corbusier lui-même sont installées au salon, et une nouvelle polychromie est réalisée dans les chambres (couleurs plus vives : jaune, rouge, bleu, vert et terre de Sienne).  

### Restauration du bâtiment
La Fondation suisse est inscrite à l’inventaire supplémentaire des monuments historiques le 8 septembre 1965, puis classée monument historique le 16 décembre 1986. Toute entreprise de restauration est désormais soumise à l’avis de l’architecte en chef des monuments historiques. Entre 1991 et 1993, des travaux sur le gros œuvre sont engagés, l’étanchéité des terrasses est refaite et le parement de pierre reconstitué est entièrement remplacé. Plus récemment, on  procède à la mise aux normes du réseau électrique, à l’installation de cuisinettes à chaque étage, et, dans les chambres, à la réfection complète des sanitaires et à l’installation d’un nouveau mobilier, approuvé par Charlotte Perriand. En juillet 2000, la peinture murale est entièrement restaurée par Madeleine Hanaire. Enfin, la réfection à l’identique de la paroi en pavés de verre Nevada sera réalisée en 2010.

## Aujourd'hui

### Lieu de vie
La Fondation suisse compte 46 chambres individuelles et accueille chaque année des étudiants et chercheurs de toutes nationalités. Ces derniers se partagent les espaces collectifs, de détente ou de travail, comme le Salon courbe, la salle informatique, la terrasse sous pilotis et la bibliothèque. De plus, chaque étage possède une petite cuisine équipée.
Les chambres, de 16 m2 chacune, comportent une large fenêtre coulissante orientée plein sud donnant sur le parc de la Cité Universitaire. À l'entrée, une petite salle de bain (douche, lavabo, wc) est séparé de la partie " repos et travail " par un meuble cloison auquel est adossé le lit. Il y a aussi une grande table, deux sièges, un petit frigo.

### Lieu d’architecture
Le Pavillon suisse attire près de 10 000 visiteurs par an. Curieux et amateurs d’architecture viennent découvrir ou étudier le bâtiment. Le rez-de-chaussée, le Salon courbe, le 1er étage et la chambre témoin avec son mobilier d’origine sont ouverts à la visite. 

### Lieu de culture
La Fondation suisse et l’Association Pavillon suisse – cogérée par les résidents du Pavillon, proposent une programmation culturelle de haut niveau, privilégiant le dialogue avec la modernité du patrimoine corbuséen, et offrant un tremplin à la jeune création contemporaine, notamment helvétique, dans les domaines de la musique, de l'art, du cinéma, de la littérature ou d'autres disciplines artistiques et scientifiques. 
Ouverte à toutes les cultures, la Fondation suisse accueille en outre des concerts et expositions de musiciens et artistes de toutes origines, partageant son engagement à favoriser le dialogue multiculturel. La Maison est également un Forum de discussions et de débats à caractère scientifique ou socio-politique.
Monument national et construction emblématique de Le Corbusier, la Fondation suisse propose de fréquentes manifestations, conférences, expositions, en lien avec l'architecture du bâtiment ou avec des problématiques plus générales sur l'actualité de l'architecture et de l'urbanisme.